# Пирвешть
Пирвешть, Пирвешті (рум. Pârvești) — село у повіті Васлуй в Румунії. Входить до складу комуни Костешть.
Село розташоване на відстані 260 км на північний схід від Бухареста, 18 км на південь від Васлуя, 76 км на південь від Ясс, 118 км на північ від Галаца.

## Населення
За даними перепису населення 2002 року у селі проживали 149 осіб, усі — румуни. Усі жителі села рідною мовою назвали румунську.